# Anchistus demani
Anchistus demani is een garnalensoort uit de familie van de Palaemonidae. De wetenschappelijke naam van de soort is voor het eerst geldig gepubliceerd in 1922 door Stanley Wells Kemp.